# Gargilesse-Dampierre
Pour les articles homonymes, voir Gargilesse et Dampierre.
Gargilesse-Dampierre est une commune française située dans le département de l'Indre, en région Centre-Val de Loire.

## Géographie

### Localisation
La commune est située dans le sud du département, dans la région naturelle du Boischaut Sud.
Les communes limitrophes sont : Ceaulmont (2 km), Badecon-le-Pin (3 km), Baraize (4 km), Cuzion (4 km), Pommiers (5 km), Orsennes (8 km) et Saint-Plantaire (8 km).
Les communes chefs-lieux et préfectorales sont : Argenton-sur-Creuse (12 km), La Châtre (31 km), Châteauroux (34 km), Le Blanc (43 km) et Issoudun (57 km).

### Hameaux et lieux-dits
Les hameaux et lieux-dits de la commune sont : le Bois Rigaud, Malicorne, Bourny et la Roue.

### Géologie et hydrographie
La commune est classée en zone de sismicité 2, correspondant à une sismicité faible.
Le territoire communal est arrosé par les rivières Creuse et Gargilesse.

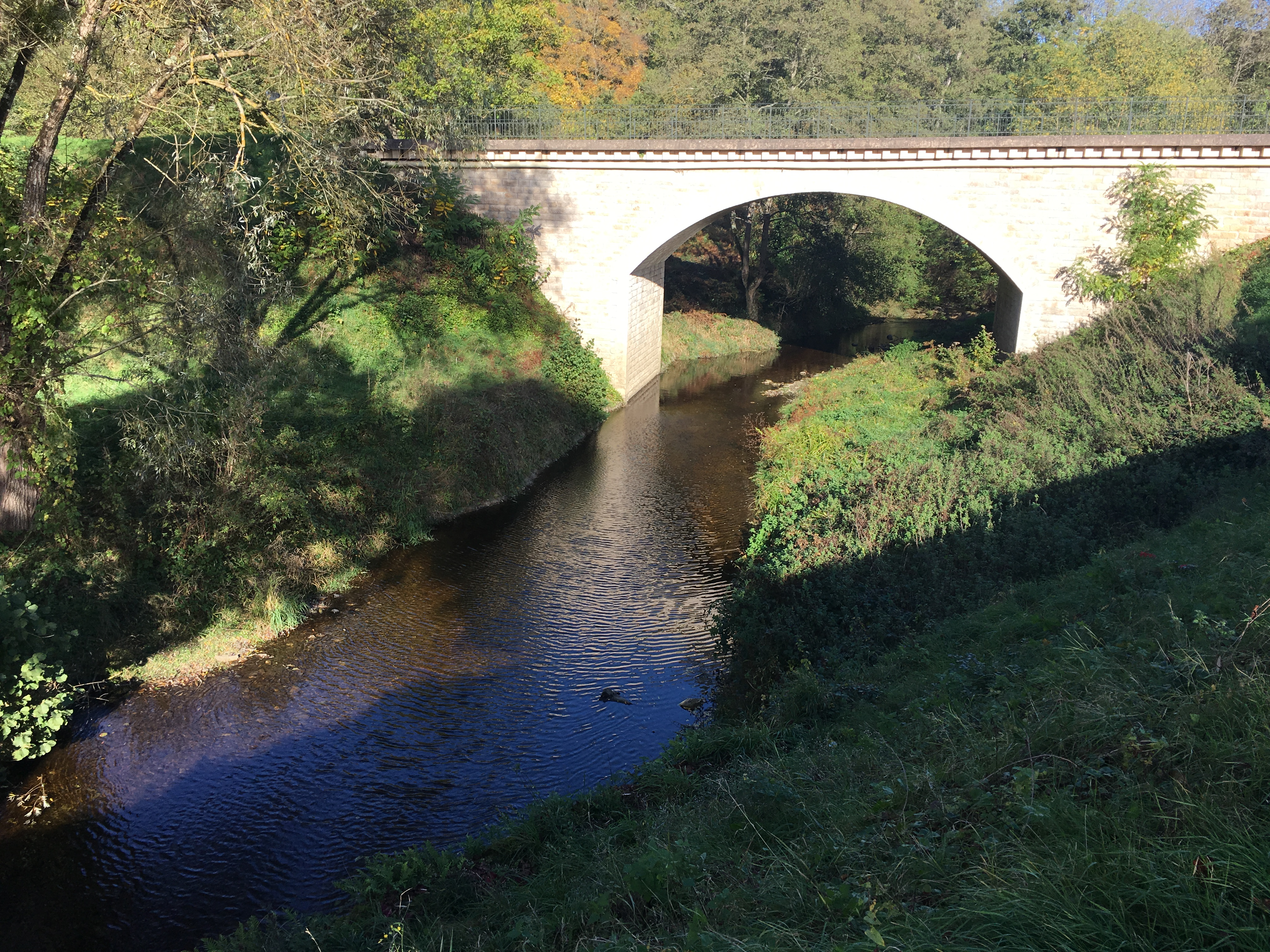
La rivière Gargilesse en 2017.

### Climat
Pour des articles plus généraux, voir Climat du Centre-Val de Loire et Climat de l'Indre.
En 2010, le climat de la commune est de type climat océanique dégradé des plaines du Centre et du Nord, selon une étude du CNRS s'appuyant sur une série de données couvrant la période 1971-2000. En 2020, Météo-France publie une typologie des climats de la France métropolitaine dans laquelle la commune est exposée à un climat océanique altéré et est dans la région climatique Ouest et nord-ouest du Massif Central, caractérisée par une pluviométrie annuelle de 900 à 1 500 mm, maximale en automne et en hiver.
Pour la période 1971-2000, la température annuelle moyenne est de 11,7 °C, avec une amplitude thermique annuelle de 15,3 °C. Le cumul annuel moyen de précipitations est de 804 mm, avec 11,1 jours de précipitations en janvier et 7,6 jours en juillet. Pour la période 1991-2020, la température moyenne annuelle observée sur la station météorologique de Météo-France la plus proche, « Éguzon », sur la commune d'Éguzon-Chantôme à 8 km à vol d'oiseau, est de 12,1 °C et le cumul annuel moyen de précipitations est de 934,4 mm,. Pour l'avenir, les paramètres climatiques de la commune estimés pour 2050 selon différents scénarios d'émission de gaz à effet de serre sont consultables sur un site dédié publié par Météo-France en novembre 2022.

### Voies de communication et transports
Le territoire communal est desservi par les routes départementales : 38, 39, 40, 45 et 91.
Les gares ferroviaires les plus proches sont les gares d'Éguzon (11 km) et Argenton-sur-Creuse (12 km) 2 h 30 par la gare d'Austerlitz à Paris.
Gargilesse-Dampierre est desservie par la ligne K du Réseau de mobilité interurbaine.
L'aéroport le plus proche est celui de Châteauroux-Centre, à 49 km par l'autoroute 36
Le territoire communal est traversé par le sentier de grande randonnée 654 et par le sentier de grande randonnée de pays du Val de Creuse.
Gargilesse est un des principaux chemins de Compostelle où pèlerins et pèlerines font halte à l'Hôtel des Artistes.

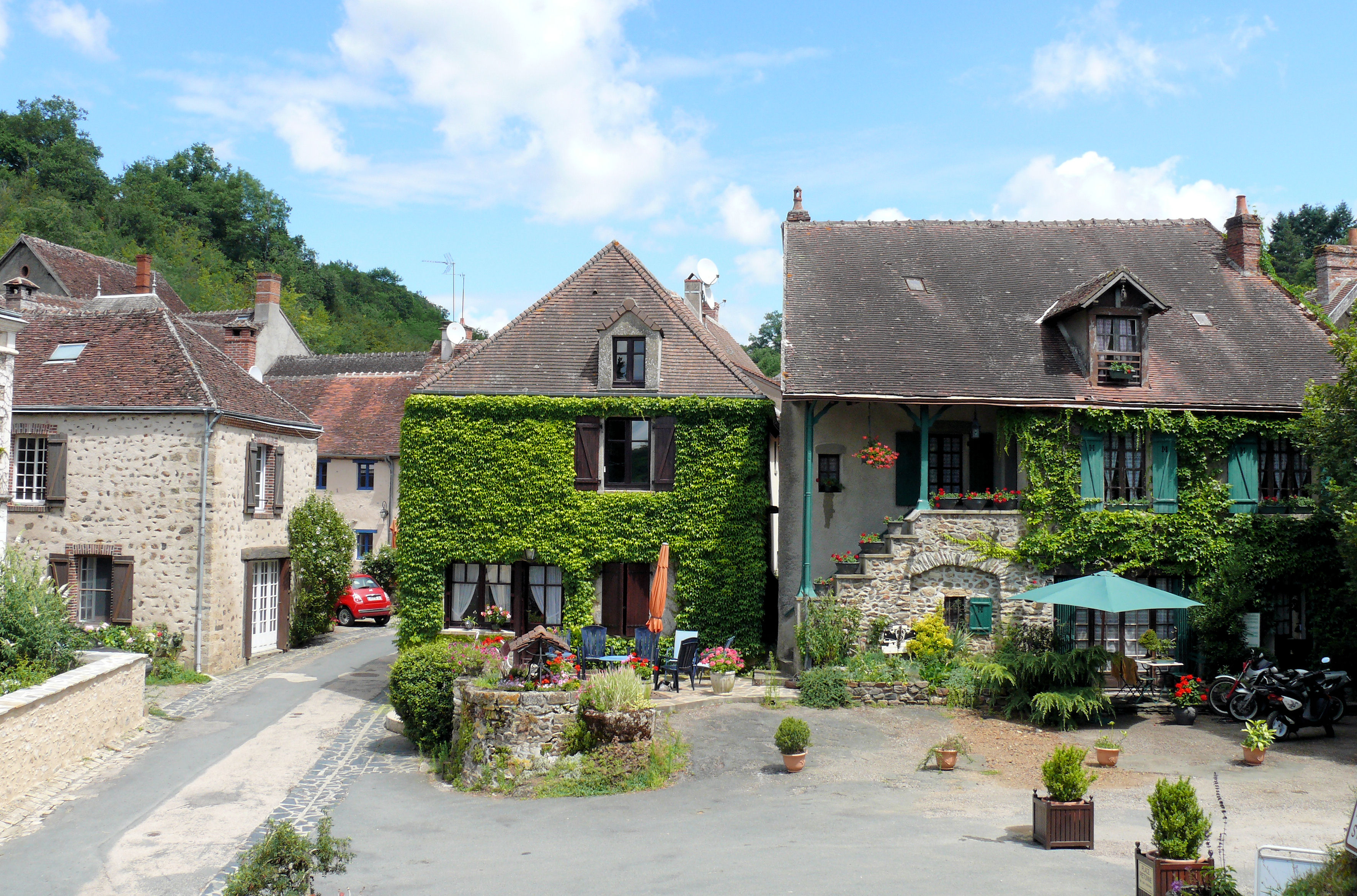
La place du Château en 2010.

## Urbanisme

### Typologie
Au 1er janvier 2024, Gargilesse-Dampierre est catégorisée commune rurale à habitat très dispersé, selon la nouvelle grille communale de densité à sept niveaux définie par l'Insee en 2022.
Elle est située hors unité urbaine et hors attraction des villes,.

### Occupation des sols
L'occupation des sols de la commune, telle qu'elle ressort de la base de données européenne d’occupation biophysique des sols Corine Land Cover (CLC), est marquée par l'importance des territoires agricoles (76,5 % en 2018), une proportion sensiblement équivalente à celle de 1990 (76,3 %). La répartition détaillée en 2018 est la suivante :
prairies (46,1 %), zones agricoles hétérogènes (24,3 %), forêts (21 %), terres arables (6,1 %), zones urbanisées (1,6 %), eaux continentales (0,9 %). L'évolution de l’occupation des sols de la commune et de ses infrastructures peut être observée sur les différentes représentations cartographiques du territoire : la carte de Cassini (XVIIIe siècle), la carte d'état-major (1820-1866) et les cartes ou photos aériennes de l'IGN pour la période actuelle (1950 à aujourd'hui).

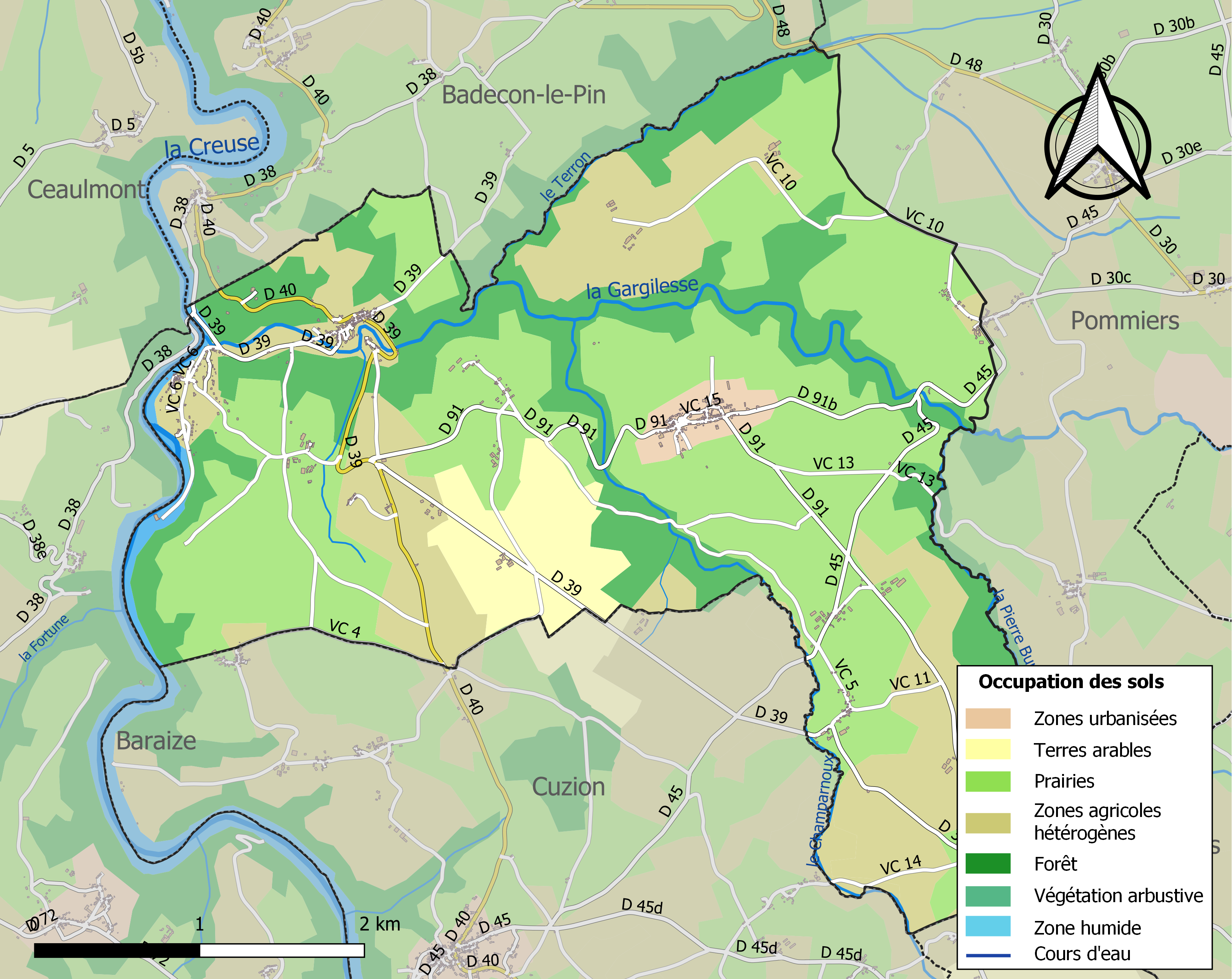
Carte des infrastructures et de l'occupation des sols de la commune en 2018 (CLC).

### Logement
Le tableau ci-dessous présente le détail du secteur des logements de la commune :
| Date du relevé                                              | 2013   | 2015   |
| Nombre total de logements                                   | 308    | 316    |
| Résidences principales                                      | 52,7 % | 53,2 % |
| Résidences secondaires                                      | 36,9 % | 37,3 % |
| Logements vacants                                           | 10,4 % | 9,5 %  |
| Part des ménages propriétaires de leur résidence principale | 87,6 % | 88,1 % |

### Risques majeurs
Le territoire de la commune de Gargilesse-Dampierre est vulnérable à différents aléas naturels : météorologiques (tempête, orage, neige, grand froid, canicule ou sécheresse), inondations et séisme (sismicité faible). Il est également exposé à un risque technologique, la rupture d'un barrage, et à un risque particulier : le risque de radon. Un site publié par le BRGM permet d'évaluer simplement et rapidement les risques d'un bien localisé soit par son adresse soit par le numéro de sa parcelle.

#### Risques naturels
Certaines parties du territoire communal sont susceptibles d’être affectées par le risque d’inondation par débordement de cours d'eau, notamment la Gargilesse et la Creuse. La commune a été reconnue en état de catastrophe naturelle au titre des dommages causés par les inondations et coulées de boue survenues en 1982, 1983, 1990, 1999 et 2008,.

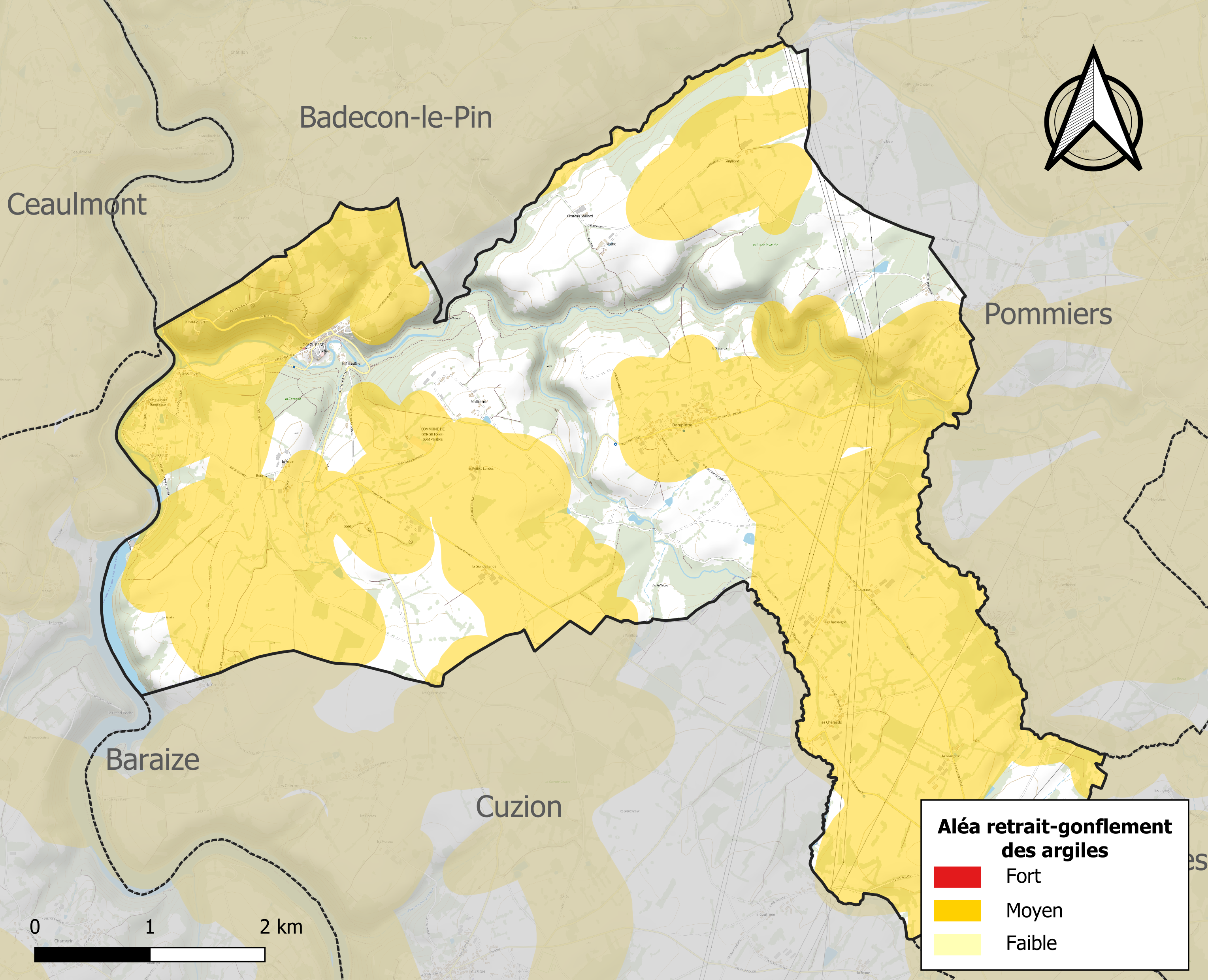
Carte des zones d'aléa retrait-gonflement des sols argileux de Gargilesse-Dampierre.

Le retrait-gonflement des sols argileux est susceptible d'engendrer des dommages importants aux bâtiments en cas d’alternance de périodes de sécheresse et de pluie. 66,7 % de la superficie communale est en aléa moyen ou fort (84,7 % au niveau départemental et 48,5 % au niveau national). Sur les 295 bâtiments dénombrés sur la commune en 2019, 200 sont en aléa moyen ou fort, soit 68 %, à comparer aux 86 % au niveau départemental et 54 % au niveau national. Une cartographie de l'exposition du territoire national au retrait gonflement des sols argileux est disponible sur le site du BRGM,.
Concernant les mouvements de terrains, la commune a été reconnue en état de catastrophe naturelle au titre des dommages causés par la sécheresse en 2019 et par des mouvements de terrain en 1983 et 1999.

#### Risques technologiques
La commune est en outre située en aval du Barrage d'Éguzon, de classe A et faisant l'objet d'un PPI, mis en eau en 1926, d’une hauteur de 58 mètres et retenant un volume de 57,3 millions de mètres cubes. À ce titre elle est susceptible d’être touchée par l’onde de submersion consécutive à la rupture de cet ouvrage.

#### Risque particulier
Dans plusieurs parties du territoire national, le radon, accumulé dans certains logements ou autres locaux, peut constituer une source significative d’exposition de la population aux rayonnements ionisants. Toutes les communes du département sont concernées par le risque radon à un niveau plus ou moins élevé. Selon la classification de 2018, la commune de Gargilesse-Dampierre est classée en zone 3, à savoir zone à potentiel radon significatif.

## Toponymie
Le nom de la localité est attesté sous la forme Parrochia de Dampeire en 1212. Réunie à Gargilesse en 1823, elle ne prendra le nom de Gargilesse-Dampierre qu'en 1947. Le nom Gargilesse-Dampierre, résulte de la fusion en 1823, des communes voisines de Gargilesse et de Dampierre.
La mention de 1212 signifie « paroisse de Dampierre », Dampeire étant une forme occitanisée. En réalité, le type toponymique Dampierre est généralement caractéristique des pays de langue d'oïl, il a pour homonyme Dompierre. Le premier élément est l'ancien français dam, dom, issu du latin populaire domnus au sens de « saint » (cf. dame issu de domna). Le second élément -pierre se réfère donc à saint Pierre, bien qu'il soit souvent tombé dans l'attraction du nom commun pierre.
Une hypothèse ancienne formulée par Laugardière propose que le nom Gargilesse serait formé à partir de Gargel-issa, signifiant « rivière aux bords plantés de houx ».Une autre interprétation, fondée sur une analyse linguistique plus ancienne, relie Gargilesse à une base garg- ou gargel-, dérivée d’un élargissement de la racine pré-indo-européenne gar- (variante de car-), signifiant « pierre » ou « rocher ». Ce type de formation est cohérent avec le relief escarpé du site de Gargilesse, situé sur un éperon rocheux dominant la confluence de la Creuse et de la Gargilesse.
Le nom de Gargilesse se réfère à la rivière du même nom qui par un processus fréquemment observé, est devenu également un toponyme.
Ses habitants sont appelés les Gargilessois.

## Histoire

### Moyen Âge
Au VIIIe siècle, les comtes de Gargilesse y édifient un château fort et guerroient sans relâche pour défendre leur fief. À la fin du Xe siècle, sous le règne de Robert le Pieux, Hugues de Gargilesse est un personnage considérable.
Au XIIe siècle, Hugues de Naillac, devient seigneur de Gargilesse par son mariage. Il s'illustre en conduisant une croisade des gens du Berry jusqu'en Terre sainte et rapporte au château une statue de Vierge byzantine, cadeau d'un moine de Constantinople et dont la bienfaisante protection se serait avérée durant les combats. Hugues de Naillac construit pour elle la chapelle romane attenante au château, aujourd'hui église paroissiale du village. La porte communicante avec le château a été murée mais la chapelle a conservé de très beaux chapiteaux et sa crypte recèle de curieuses fresques.
Durant la guerre de Cent Ans, la famille de Naillac est divisée : certains de ses membres, favorables aux Anglais virent leurs biens confisqués par le roi de France. D'autres, fidèles au roi furent tués au combat et faute de successeurs directs, Gargilesse échut par testament à Jean de Prie de Buzançais en 1389, puis à la famille de Châteauneuf.

### Temps modernes
Au moment de la Renaissance, Antoinette de Châteauneuf, fille unique d'Antoine, seigneur de Gargilesse et Luçay, et d'Anne de Menou, apporte Gargilesse en dot à son mari, Jean de Rochefort en 1518. Participant aux guerres d'Italie il est fait prisonnier lors du désastre de Pavie aux côtés de François Ier dont il devient par la suite le chambellan et le conseiller.
Au début du XVIIe siècle, Charlotte de Rochefort vend le château à René du Bost du Breuil du Broutet, gentilhomme et chevalier du Roi Henri IV, ex-gouverneur du fort de Brescou, fort riche, désireux de porter le titre de comte qui s'y rattachait. Son fils Charles, partisan de la Fronde et du Prince de Condé, vient se réfugier au château avec 91 hommes d'armes, 29 serviteurs et 150 chevaux. Le château fut assiégé pendant quinze jours par un détachement des armées de Turenne puis pris d'assaut, incendié et démantelé. Gargilesse n'est plus que ruines et s'endort pour 100 ans.
En 1750, l'épouse de Louis Charles du Bost du Breuil Olympe de Chevigny, reconstruit sur les ruines un « château neuf » : c'est le manoir de style XVIIIe siècle qui se visite aujourd'hui. De l'ancienne demeure féodale il ne subsiste que la poterne et quelques contreforts. La tour carrée, également conservée lors de la reconstruction, date du XVIIe siècle et était à l'origine, le tombeau des seigneurs de Gargilesse.
Le château traverse sans dommage la période révolutionnaire : Louis Charles Pierre du Bost du Breuil est emprisonné sous la Terreur mais il échappa à la guillotine et retrouva ses biens mis sous scellés.

### Époque romantique
George Sand est cette illustre écrivaine qui a tant aimé le village et sa région. Elle nous présente un des derniers représentants de la lignée, Antoine Charles du Bost du Breuil : « (…) un solide vieillard de quatre-vingts ans qui s'en va encore tout seul, à pied, par une chaleur torride, à travers les sentiers escarpés de ses vastes domaines. Riche de cinquante mille livres de rente, dit-on, il n'a jamais rien restauré que je sache ; mais il n'a jamais rien détruit ; sachons-lui en gré ».

### Guerres napoléoniennes
Soldats de la Grande Armée, natifs de Dampierre, ayant participé aux guerres napoléoniennes :
- Sylvain Hemery, né le 18 mai 1788 à Dampierre, meurt à l’âge de 25 ans à l'Hôpital militaire du Fort Moselle, à Metz, Lorraine le 3 février 1814. Il fut "chasseur au 26e régiment d'infanterie de ligne". Fils de Claude Emery et de Marie Salleron.
- François Lagautrière, né le 22 mars 1792 à Dampierre, il meurt à l’âge de 20 ans au Luxembourg, durant la Guerre de la Sixième Coalition. Fils de François Lagautrière et de Marguerite Chantraine, de Dampierre (Indre). Il était fusilier au 69e régiment d'infanterie, 5e bataillon de Ligne (69e R.I.), 3e compagnie.

### Époque contemporaine
L'arrière-petit-fils d'Antoine Charles est le comte Louis-Marie de Danne. Il participe à la Première Guerre mondiale et reçoit la Croix de chevalier de la Légion d'honneur à titre militaire, et la Croix de guerre. Il va demeurer à Gargilesse et fait quelques actions lors de la Deuxième Guerre mondiale en compagnie de son épouse Elizabeth, une Américaine née à Chicago. Son fils Louis-Léon de Danne, homme de lettres, plus jeune élu de France en 1953, est le dernier propriétaire titré du château jusqu'au début des années 1980 où il le vend. Il a notamment écrit Gargilesse aux oiseaux, préfacé par Daniel Rops, de l’Académie française.
Pendant la Seconde Guerre mondiale, la Résistance a été très active sur la commune. Le 27 juillet 1944, une attaque de l'armée allemande contre le maquis du Moulin-Garat a entraîné un massacre qui a fait douze victimes dont plusieurs civils.
La commune fut rattachée de 1973 à 2015 au canton d'Éguzon-Chantôme et du 1er janvier 2006 au 31 décembre 2016 à la communauté de communes du pays d'Éguzon - Val de Creuse.

## Politique et administration
La commune dépend de l'arrondissement de Châteauroux, du canton d'Argenton-sur-Creuse, de la deuxième circonscription de l'Indre et de la communauté de communes Éguzon - Argenton - Vallée de la Creuse.
Elle dispose d'une agence postale communale et d'un office de tourisme.

### Liste des maires
| Période    | Période           | Identité              | Étiquette     | Qualité                                                           |
| ---------- | ----------------- | --------------------- | ------------- | ----------------------------------------------------------------- |
| avant 1988 | 1989              | Fernand Baudat        |               |                                                                   |
| mars 1989, | mars 2021 (décès) | Vanik Berberian       | SE (ex-MoDem) | Formateur, Président de l'Association des maires ruraux de France |
| juin 2021  | en cours          | Martine Sabroux-Idoux |               |                                                                   |

## Population et société

### Démographie
L'évolution du nombre d'habitants est connue à travers les recensements de la population effectués dans la commune depuis 1793. Pour les communes de moins de 10 000 habitants, une enquête de recensement portant sur toute la population est réalisée tous les cinq ans, les populations de référence des années intermédiaires étant quant à elles estimées par interpolation ou extrapolation. Pour la commune, le premier recensement exhaustif entrant dans le cadre du nouveau dispositif a été réalisé en 2007.

En 2022, la commune comptait 267 habitants, en évolution de −8,56 % par rapport à 2016 (Indre : −3 %, France hors Mayotte : +2,11 %).
| 1793 | 1800 | 1806 | 1821 | 1831 | 1836 | 1841 | 1846 | 1851 |
| ---- | ---- | ---- | ---- | ---- | ---- | ---- | ---- | ---- |
| 380  | 261  | 273  | 342  | 548  | 649  | 640  | 701  | 716  |

| 1856 | 1861 | 1866 | 1872 | 1876 | 1881 | 1886 | 1891 | 1896 |
| ---- | ---- | ---- | ---- | ---- | ---- | ---- | ---- | ---- |
| 734  | 762  | 773  | 794  | 837  | 878  | 896  | 843  | 767  |

| 1901 | 1906 | 1911 | 1921 | 1926 | 1931 | 1936 | 1946 | 1954 |
| ---- | ---- | ---- | ---- | ---- | ---- | ---- | ---- | ---- |
| 765  | 747  | 709  | 607  | 569  | 686  | 522  | 510  | 487  |

| 1962 | 1968 | 1975 | 1982 | 1990 | 1999 | 2006 | 2007 | 2012 |
| ---- | ---- | ---- | ---- | ---- | ---- | ---- | ---- | ---- |
| 445  | 400  | 363  | 347  | 342  | 324  | 325  | 325  | 304  |

| 2017 | 2022 | - | - | - | - | - | - | - |
| ---- | ---- | - | - | - | - | - | - | - |
| 285  | 267  | - | - | - | - | - | - | - |

### Enseignement
La commune dépend de la circonscription académique de La Châtre.

### Manifestations culturelles et festivités
Plusieurs manifestations culturelles ont lieu chaque année, comme le « Festival de musique » (la seconde quinzaine d'août), le « stage de harpe et de musique de chambre », le Marché aux fleurs et aux produits fermiers (2e dimanche de mai), la « Foire aux livres et vieux papiers », l'Exposition libre dans la rue (dimanche précédent le 15 août) et la Journées du livre (dernier week-end de septembre).

### Équipement culturel
Elle dispose d'une salle des fêtes (Ferme du Château) et d'une autre salle pour les expositions, avec hébergement à l'étage (gite d'artiste).

### Médias
La commune est couverte par les médias suivants : La Nouvelle République du Centre-Ouest, Le Berry républicain, L'Écho - La Marseillaise, La Bouinotte, Le Petit Berrichon, L'Écho du Berry, France 3 Centre-Val de Loire, Berry Issoudun Première, Vibration, Forum, France Bleu Berry et RCF en Berry.

## Économie
La commune se situe dans la zone d’emploi de Châteauroux et dans le bassin de vie d’Argenton-sur-Creuse.
La commune dispose de plusieurs commerces dont un bar-tabac, une auberge et quatre restaurants.
Un camping est présent dans la commune. Il s'agit du camping et chalets de la Chaumerette qui dispose de 65 emplacements.

## Culture locale et patrimoine
- Barrage de La Roche-au-Moine
- Château : il fut construit par les Naillac, seigneurs de Gargilesse, à partir du Xe siècle[réf. nécessaire]. On y accède par l'ancienne porte du XIIe siècle encadrée par deux tours. Le château a été pris et pillé au cours de la Fronde, en 1650. Il a été reconstruit au XVIIIe siècle dans un style sobre. Le château appartient actuellement au commissaire européen Thierry Breton.
- Pont Noir
- Église Saint-Laurent-et-Notre-Dame
- Église Saint-Pierre : situé à cinq kilomètres du bourg de Gargilesse, le village de Dampierre possède une église romane du XIIe siècle. Très belle dans ses proportions, et caractéristique avec son clocher en bardeaux de châtaignier, cette petite église est inscrite à l'inventaire des monuments historiques ; dans la chapelle droite, pierre tombale de Pierre de Muzard (vers 1595-1631), seigneur de Chanlebon.
- Monument aux morts
- Maison de George Sand, la Villa Algira transformée en musée consacré à l'écrivaine.
- Musée Serge-Delaveau

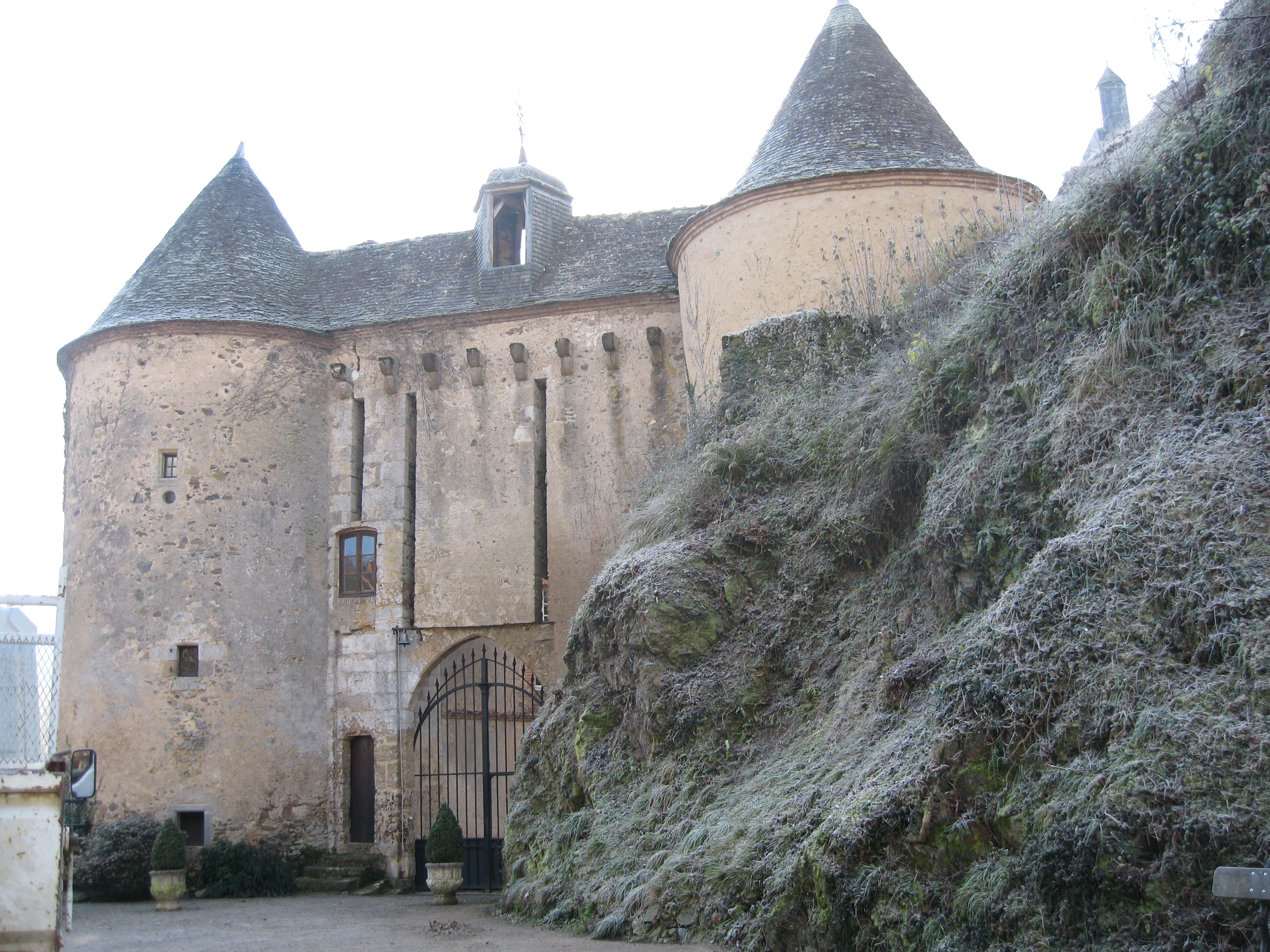
Le château en 2010.
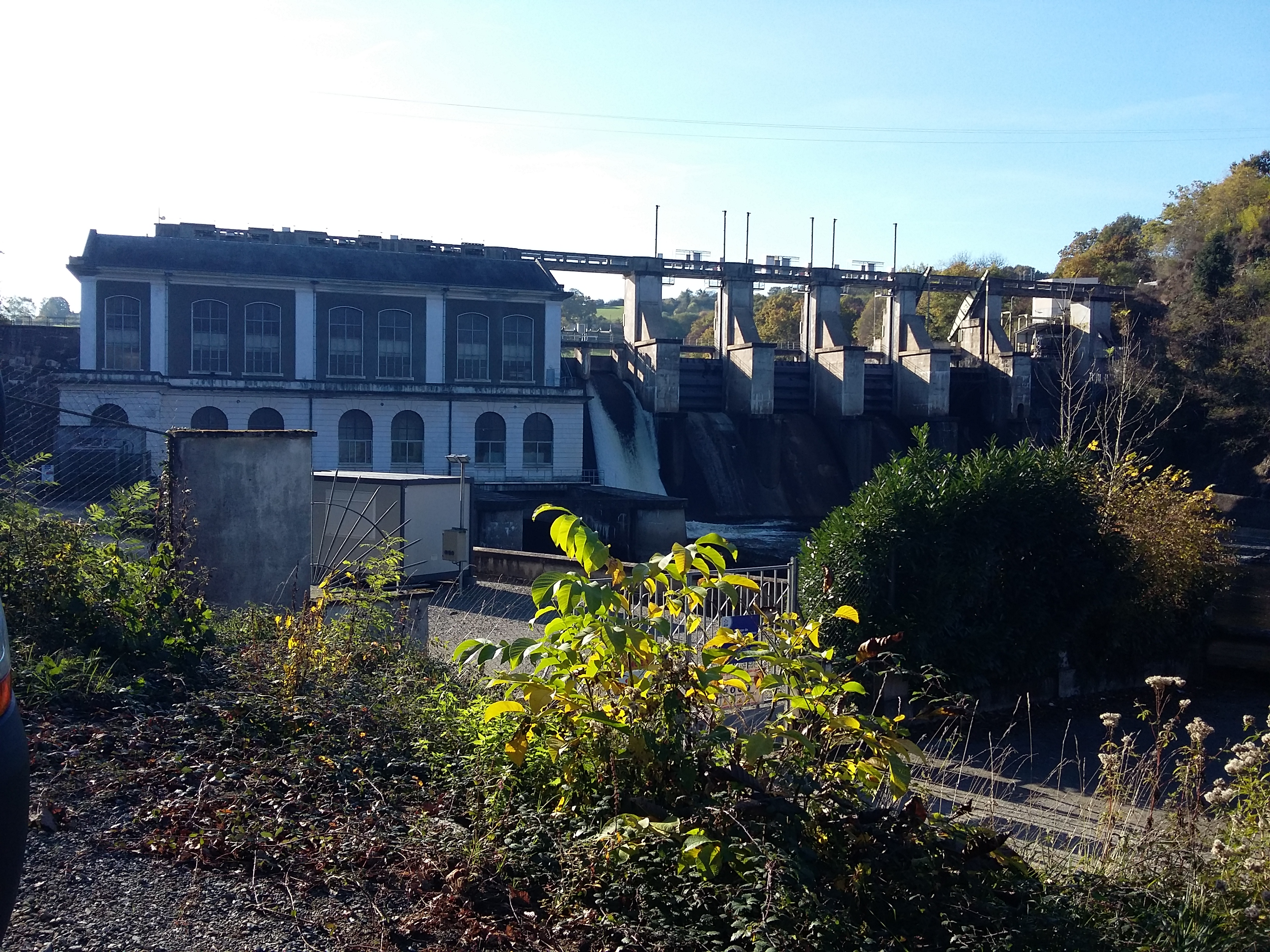
Le barrage de La Roche-au-Moine en 2016.
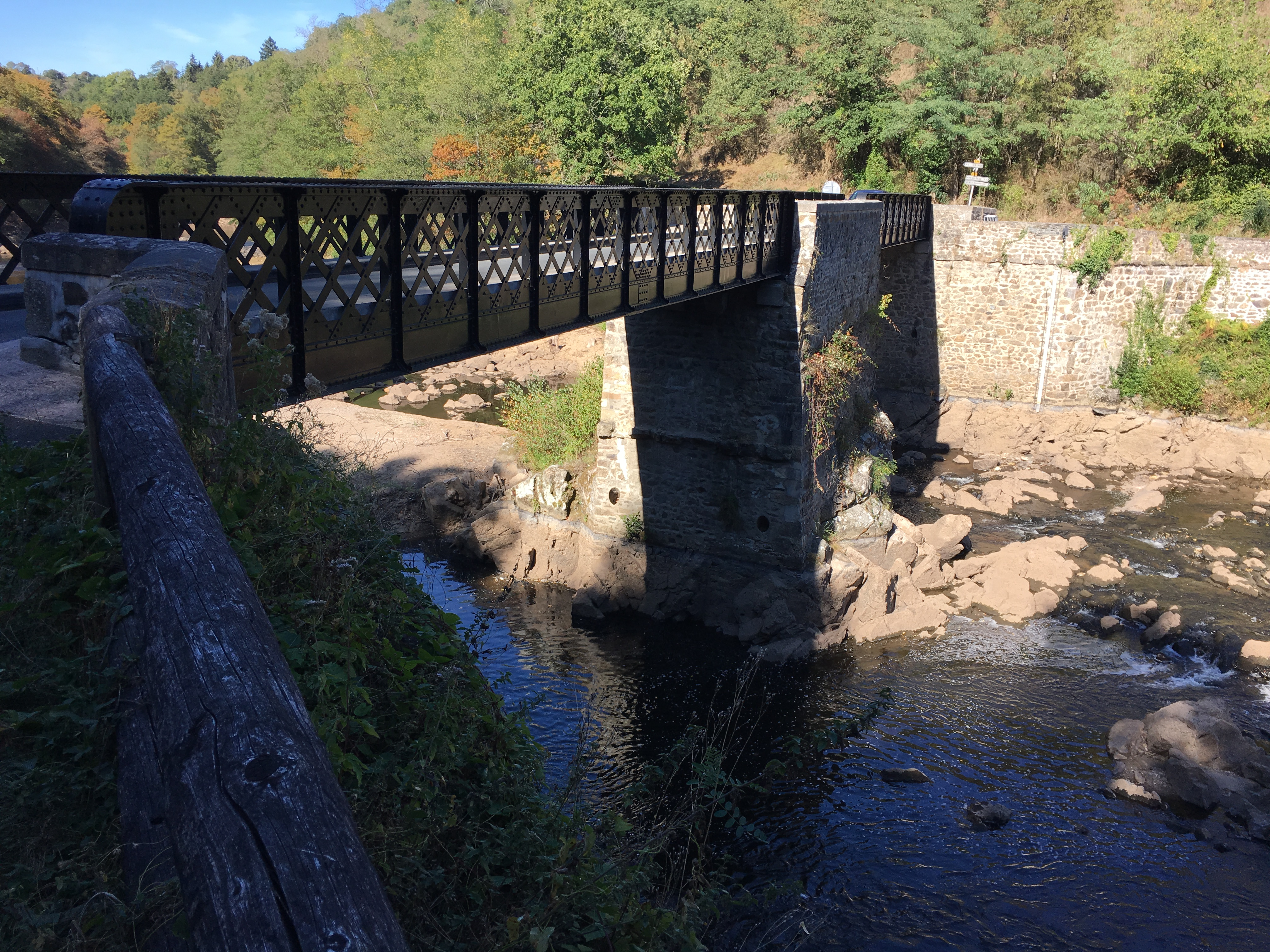
Le Pont Noir en 2018.
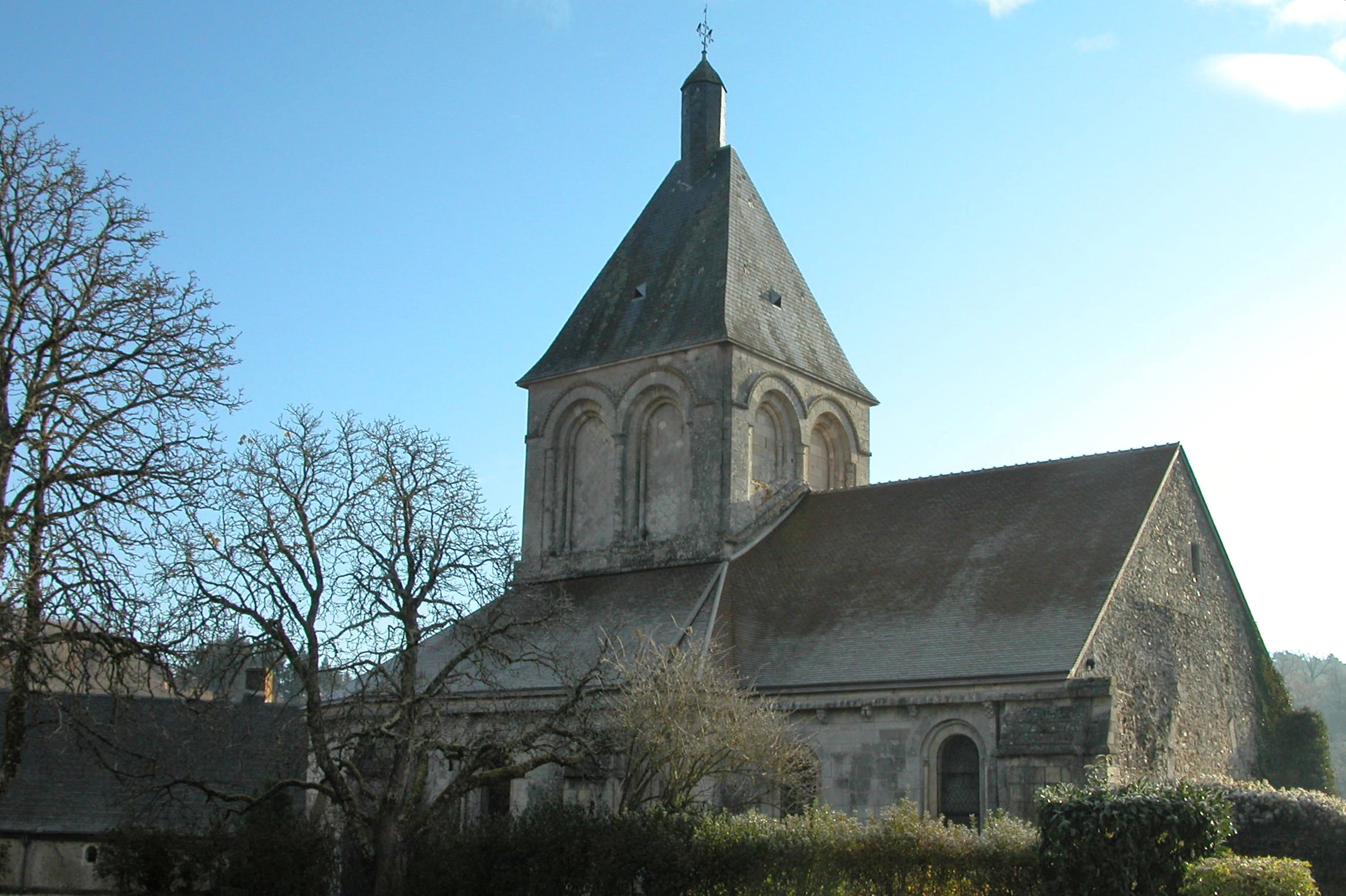
L'église Saint-Laurent-et-Notre-Dame en 2008.
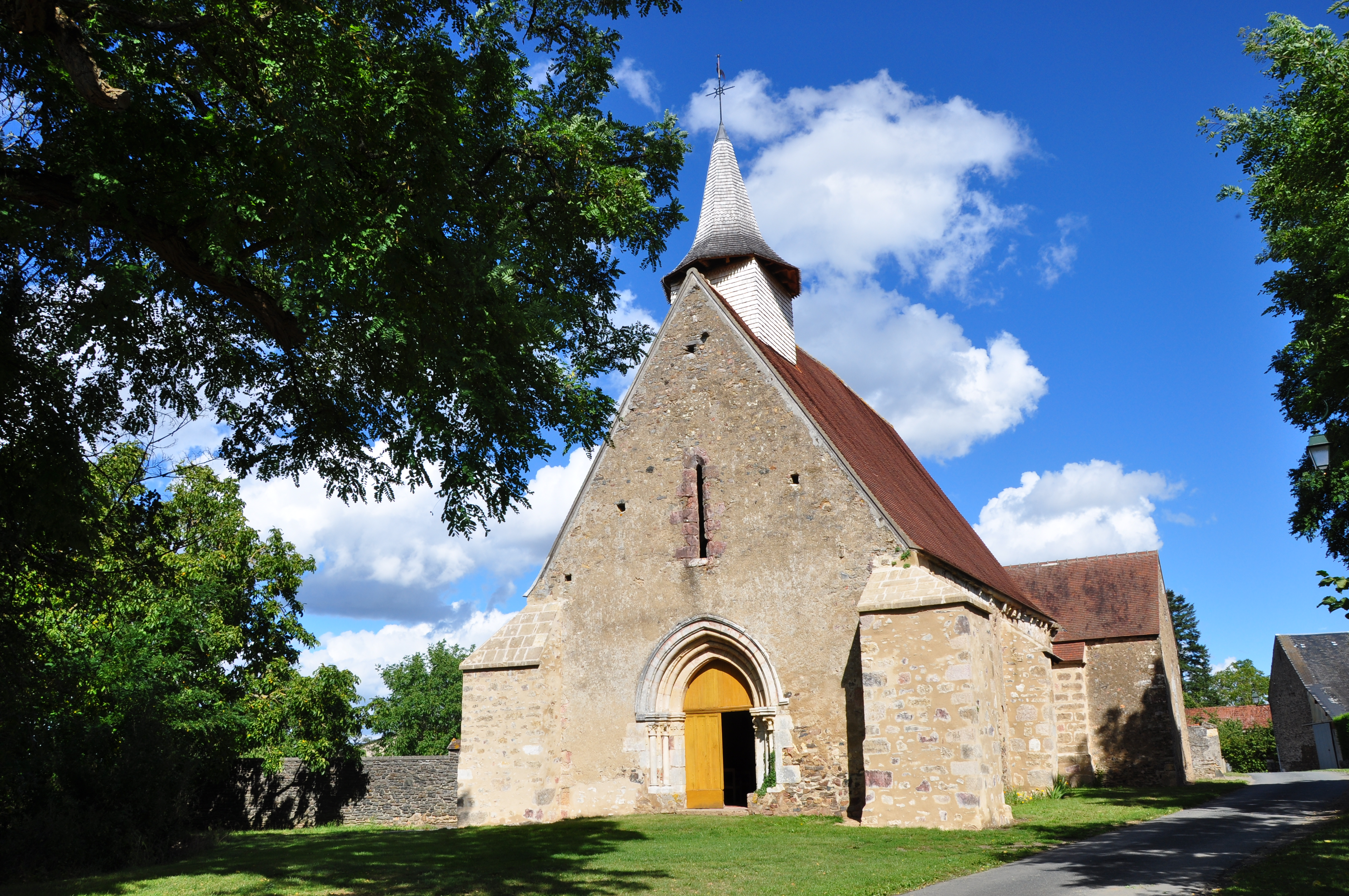
L'église Saint-Pierre en 2010.
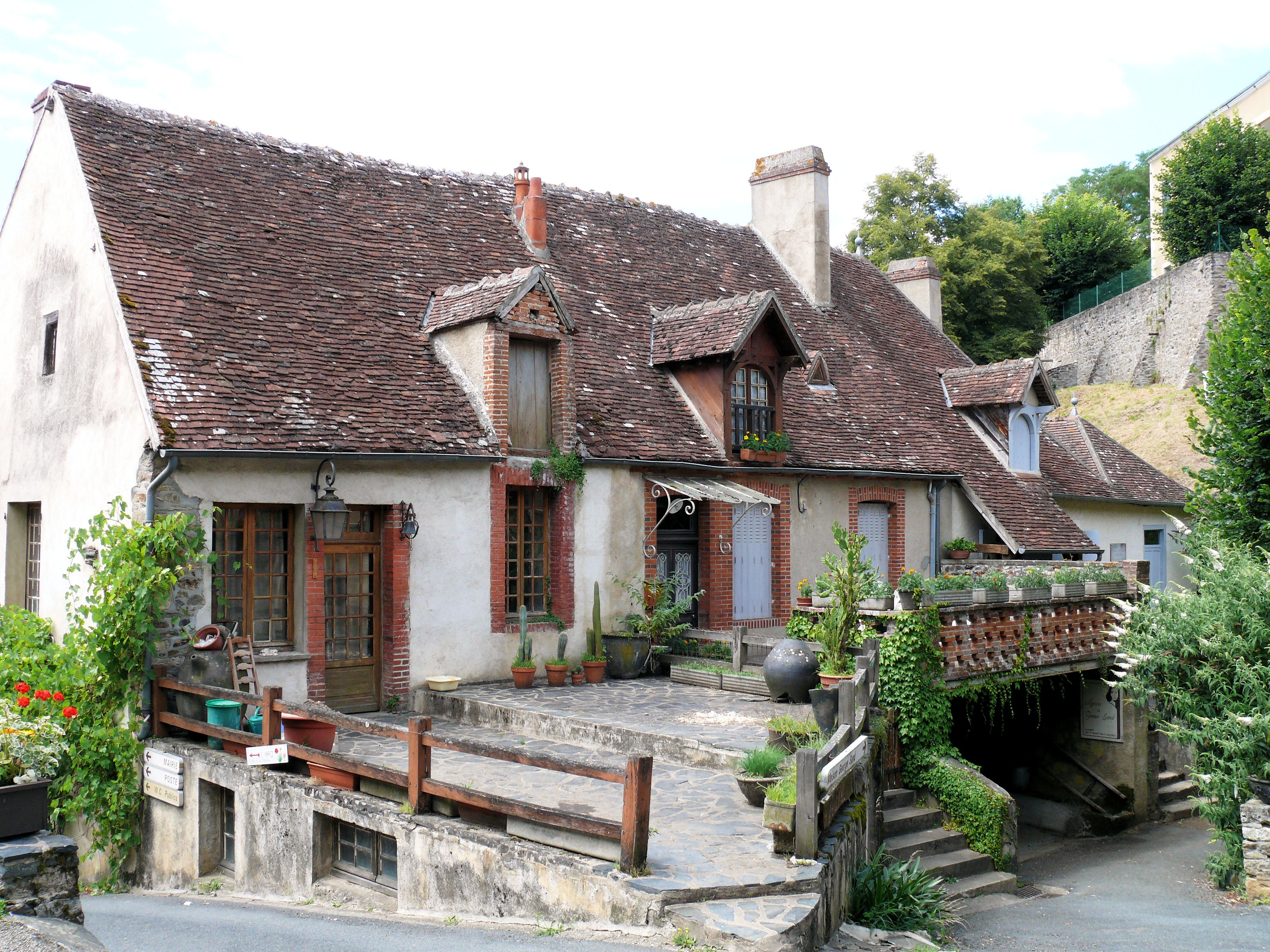
La maison de George Sand en 2010.

### Labels et distinctions
Membre de l'association Les plus beaux villages de France, la commune arbore le logo de l'association. Elle figure parmi les plus beaux villages de France, Gargilesse-Dampierre a obtenu au concours des villes et villages fleuris une fleur en : 2005, 2006, 2007, 2008, 2011, 2013, 2014, 2015 et 2016.

### Personnalités liées à la commune
- George Sand (1804-1876), romancière et femme de lettres française, qui découvrit le village alors qu'elle s'y promenait un soir de juin 1857 avec son compagnon, son amant Alexandre Manceau, qui lui offrit une maison : la « Villa Algira »[57].
- Henri Jamet (1858-1940), peintre, ancien élève des Beaux-Arts et Sociétaire des Artistes Français, propriétaire d'une maison à Gargilesse où il est mort.
- Pierre Jamet (1893-1991), harpiste français, fils de Henri Jamet, mort à Gargilesse-Dampierre.
- Georges Lemoine (illustrateur) (1935-), illustrateur français, résidant dans la commune.
- Florent Marchet (1975-), auteur-compositeur et chanteur français, un de ses albums s'appelle Gargilesse.

### Héraldique
| Blason de Gargilesse-Dampierre | Blason  | D'azur à deux lions léopardés d'or, l'un sur l'autre. |
| Blason de Gargilesse-Dampierre | Détails | Ces armes sont celles de Guillaume de Naillac (bien que dans l'église sa pierre tombale présente un léopard classique, et solitaire...) La commune n'a pas de blason officiel, mais utilise comme emblème municipal (pour son papier à lettres par exemple) deux lions léopardés d'or, sans écu qui proviennent des armes du blason de Guillaume de Naillac (d'azur à deux lions léopardés d'or). |